# PSX (디지털 비디오 레코더)
PSX는 소니에서 발매한 하드 디스크가 탑재된 DVD레코더이다.
소니 컴퓨터 엔터테인먼트(SCE)에서 만든 플레이스테이션의 개발 코드명이며, 해외에서의 약칭이기도 했다.

## 역사

### 개요
PSX는 단순히 하드 디스크가 탑재된 DVD레코더 기능만이 아니라 플레이스테이션 및 플레이스테이션 2용 게임도 플레이할 수 있다. 이더넷 포트도 탑재하여 온라인 게임도 플레이할 수 있다. 하드 디스크는 250GB의 모델과 160GB의 모델이 있어, 양쪽 모두 40GB를 게임쪽에 할당함으로써 플레이스테이션 BB유닛과 동등한 기능을 사용할 수 있다. (단, 형식번호 DESR-5500, 7500번 이후 플레이스테이션 BB네비게이터 비대응이 되었다.)
컨트롤러 포트가 뒷면에 있어 케이블이 긴 컨트롤러를 사용할 필요가 있는 경우도 있다. USB포트가 하나뿐이며, 메모리 스틱용 슬롯이 있다는 점이 플레이스테이션 2와 다른 점이기도 하다.

### 배경
2000년도 당시, 소니가 발매한 플레이스테이션 2가 1999년도에 나온 드림캐스트를 경쟁에서 제치고 세계 콘솔시장을 지배했다. 판매량으로 기네스 세계 기록에도 등재되고 승승장구하자 PS의 아버지 쿠타라기 켄은 자신만만하게 멀티미디어 기기와 게임 콘솔 기기를 합친 제품인 PSX를 추진할 수 있었다. 

### 싸늘한 시장 반응

#### 비싼 가격
항상 소비자들의 주요관심사인 전자제품의 가격은 79,800엔, 즉 PSX는 79,800엔으로 출시됐다. PS2는 출시 당시 39,800엔, 출시로부터 4년 지난 PSX 발매 초기 땐, 저렴한 할인점이나 판매처를 잘 찾으면 20,000엔 밑으로도 구할 수 있었다. 2020년 출시한 플레이스테이션 5은 디지털 에디션 39,900엔, 기본형 49,900엔이다. 

#### 잦은 고장과 결함
과도한 스펙을 한 곳에 다 넣었으나 발열 대처가 미비했나 본지, 발열이 심하여 기기가 다운되는 현상이 종종 발생됐고, 한화 100만원에 가까운 고가의 하이엔드 전자제품이면서도 자잘한 오류가 많아 불만도 많은 편이었다. 

#### 애매한 포지션
자본주의 시장에서 흔히 실패하는 사유다. 이도 저도 아니면서 다 안고갈려고 하고, 그렇다고 어느 한 부분이 차별화되고 경쟁력 있는 것도 아니라면, 시장의 무한경쟁에서 마이너스 요소로 작용된다.

### 의의
PSX는 그 당시 IT 산업에서 전성기였던 소니의 브랜드를 달고 나왔음에도 애매한 포지션, 고가격, 불량이라는 단점에 의해 저조한 실적을 내고 시장에서 소리소문없이 자취를 감춰야 했다. 그러나 실패한 PSX에서 쓰인 경험과 기술들은 고스란히 차후에 성공할 플레이스테이션 시리즈, IT 산업에 막대한 영향을 주었다. 실패는 성공의 어머니의 대표적인 사례 중 하나다.

#### 신기술 선구자
기존 TV 주변제품 중에서 최초로 크로스미디어바를 도입했다. 연산처리 능력이 빠른 고성능 콘솔 게임 기기 스펙이기에 도입하기가 유리했던 이 UI는 혁신적이었고, 플레이스테이션 3과 PSP에도 적용되며, UI 기술에 많은 공헌을 한다.

#### 멀티기능의 시대
2020년대부터 게임 콘솔 기기와 휴대폰, PC, Mac, 태블릿 PC등이 할 수 있는 역할을 서로 구분하는 벽이 무너지는 추세다. XBOX 클라우드 서비스로, 냉장고 스크린으로도 게임을 할 수 있는게 가능한 시대고, 스마트폰은 한 번에 여러개의 어플을 처리한다. 여러 기능을 한 기기에 때려박는다는 개념은 선구자적이지만, 기술적 시대 한계를 생각하면 굉장히 이른 탄생였다.

## 본체 바리에이션
2003년 12월 13일, DESR-5000(160GB), DESR-7000(250GB)의 모델이 발매되었다. 발매 당초 동작검증 부족 등의 이유로 제품 사양이 변화되어 이후 무상 업그레이드로 정식 사양에 가깝게 되었다. 2004년 7월 1일에 발매된 DESR-5100과 DESR-7100부터는 발매때부터 '2004년 8월 3일'의 최신 버전이다.
2004년 12월 10일 발매된 5500, 7500 모델에서는, 이전까지는 하드 디스크의 용량만이 차이점이었으나 상위모델인 7500번에만 DV 단자를 부속시켰다. 이 때부터 플레이스테이션 BB네비게이터 비대응이 되었다.
2005년 4월 15일에 5700, 7700 모델 발매. 이전 모델과의 차이점은 녹화한 프로그램을 PSP로 재생할 수 있는 비디오 포맷(MPEG-4/AAC스테레오)로 변경할 수 있는 것이다.

## 같이 보기
- 플레이스테이션
- 플레이스테이션 2